# Indre Norskøya
Indre Norskøya est une île norvégienne appartenant à l'archipel des Nordvestøyane au nord-ouest du Spitzberg, Svalbard. La surface de l'île est d'environ 2 km2. 
Les îles Indre Norskøya et Ytre Norskøya forment un petit archipel constitué de ces deux seuls îles et appelé Norskøyane. 
Indre Norskøya est située au sud d'Ytre Norskøya et au sud-est de Klovningen.
Les deux îles font partie de Parc national de Nordvest-Spitsbergen.